# Lake Helen
Lake Helen ist eine Stadt im Volusia County im US-Bundesstaat Florida. Das U.S. Census Bureau hat bei der Volkszählung 2020 eine Einwohnerzahl von 2.842 ermittelt. 

## Geographie
Lake Helen grenzt im Westen direkt an DeLand und liegt etwa 40 km nördlich von Orlando.

## Demographische Daten
Laut der Volkszählung 2010 verteilten sich die damaligen 2624 Einwohner auf 1154 Haushalte. Die Bevölkerungsdichte lag bei 228,2 Einw./km². 87,1 % der Bevölkerung bezeichneten sich als Weiße, 9,1 % als Afroamerikaner, 0,5 % als Indianer und 0,3 % als Asian Americans. 0,8 % gaben die Angehörigkeit zu einer anderen Ethnie und 2,1 % zu mehreren Ethnien an. 4,3 % der Bevölkerung bestand aus Hispanics oder Latinos.
Im Jahr 2010 lebten in 24,6 % aller Haushalte Kinder unter 18 Jahren sowie 36,5 % aller Haushalte Personen mit mindestens 65 Jahren. 64,2 % der Haushalte waren Familienhaushalte (bestehend aus verheirateten Paaren mit oder ohne Nachkommen bzw. einem Elternteil mit Nachkomme). Die durchschnittliche Größe eines Haushalts lag bei 2,33 Personen und die durchschnittliche Familiengröße bei 2,83 Personen.
20,7 % der Bevölkerung waren jünger als 20 Jahre, 19,4 % waren 20 bis 39 Jahre alt, 31,6 % waren 40 bis 59 Jahre alt und 28,5 % waren mindestens 60 Jahre alt. Das mittlere Alter betrug 48 Jahre. 47,8 % der Bevölkerung waren männlich und 52,2 % weiblich.
Das durchschnittliche Jahreseinkommen lag bei 49.044 $, dabei lebten 13,0 % der Bevölkerung unter der Armutsgrenze.
Im Jahr 2000 war Englisch die Muttersprache von 98,22 % der Bevölkerung, spanisch sprachen 1,01 % und 0,77 % sprachen französisch.

## Sehenswürdigkeiten
Das Lake Helen Historic District und das Ann Stevens House sind im National Register of Historic Places gelistet.

## Verkehr
Lake Helen wird von der Interstate 4 durchquert. Der nächste Flughafen ist der Daytona Beach International Airport (rund 30 km nordöstlich).

## Kriminalität
Die Kriminalitätsrate lag im Jahr 2010 mit 187 Punkten (US-Durchschnitt: 266 Punkte) im niedrigen Bereich. Es gab eine Vergewaltigung, fünf Körperverletzungen, 18 Einbrüche, 43 Diebstähle und drei Autodiebstähle.